# Новоівановський (Куйбишевський район)
Новоівановський (рос. Новоивановский) — хутір у Куйбишевському районі Ростовської області Росії. Входить до складу Куйбишевського сільського поселення.

## Географія
Географічні координати: 47°46' пн. ш. 39°01' сх. д. Часовий пояс — UTC+4.
Хутір Новоівановський розташований на південному схилі Донецького кряжу. Відстань до районного центру, села Куйбишева, становить 10 км.

### Урбаноніми
- вулиці — Новоівановська[2].

## Населення
За даними перепису населення 2010 року на території хутора проживало 37 осіб. Частка чоловіків у населенні складала 56,8% або 21 осіб, жінок — 43,2% або 16 осіб.